# Never Enough (The Cure)
Never Enough è un brano musicale del gruppo rock britannico The Cure, contenuto nel loro album del 1990 Mixed Up.

## Descrizione
A differenza di molte delle altre canzoni dei Cure del periodo, Never Enough possiede sonorità rock fortemente incentrate sulla chitarra elettrica, senza l'apporto di sintetizzatori. Pubblicata su singolo, la traccia raggiunse la vetta della classifica Billboard Modern Rock Tracks restandoci per tre settimane. Sull'album Mixed Up, Never Enough è sottotitolata Big Mix.
Anche se Perry Bamonte compare sulla copertina del singolo e nel video musicale ad esso connesso, egli non suona nella traccia e non partecipò in alcun modo alla stesura del brano.
La canzone venne registrata nuovamente in versione acustica per il bonus disc Acoustic Hits accluso al Greatest Hits della band del 2001.

## Tracce singolo
7" single (FISC 35)
1. Never Enough - 4:28
2. Harold and Joe - 5:05

12" single
1. Never Enough (Big Mix)
2. Harold & Joe
3. Let's Go to Bed (Milk Mix)

CD & Cassette
1. Never Enough (Big Mix)
2. Harold & Joe
3. Let's Go to Bed (Milk Mix)
4. Never Enough

## Formazione
- Robert Smith - voce, chitarra
- Simon Gallup - basso
- Porl Thompson - chitarra
- Boris Williams - batteria
- Mark Saunders - mix, remix

## Classifiche
| Classifica (1990)         | Posizione massima |
| ------------------------- | ----------------- |
| Australia                 | 22                |
| Belgio (Fiandre)          | 28                |
| Finlandia                 | 3                 |
| Germania                  | 17                |
| Irlanda                   | 6                 |
| Italia                    | 32                |
| Nuova Zelanda             | 11                |
| Regno Unito               | 13                |
| Spagna                    | 14                |
| Stati Uniti               | 72                |
| Stati Uniti (alternative) | 1                 |
| Svizzera                  | 22                |